# Frankfort (Nova York)
Frankfort és una població dels Estats Units a l'estat de Nova York. Segons el cens del 2000 tenia 2.537 habitants.

## Demografia
Segons el cens del 2000, Frankfort tenia 2.537 habitants, 1.088 habitatges, i 698 famílies. La densitat de població era de 979,5 habitants/km².
Dels 1.088 habitatges en un 29,3% hi vivien nens de menys de 18 anys, en un 45,3% hi vivien parelles casades, en un 14% dones solteres, i en un 35,8% no eren unitats familiars. En el 30,8% dels habitatges hi vivien persones soles el 17,2% de les quals corresponia a persones de 65 anys o més que vivien soles. El nombre mitjà de persones vivint en cada habitatge era de 2,33 i el nombre mitjà de persones que vivien en cada família era de 2,92.
Per edats la població es repartia de la següent manera: un 23,3% tenia menys de 18 anys, un 7,8% entre 18 i 24, un 26% entre 25 i 44, un 22,8% de 45 a 60 i un 20,1% 65 anys o més.
L'edat mediana era de 39 anys. Per cada 100 dones de 18 o més anys hi havia 79,8 homes.
La renda mediana per habitatge era de 25.925 $ i la renda mediana per família de 35.938 $. Els homes tenien una renda mediana de 28.869 $ mentre que les dones 22.238 $. La renda per capita de la població era de 14.381 $. Entorn del 13,6% de les famílies i el 15,5% de la població estaven per davall del llindar de pobresa.